# Javne
Javne (Hebreeuws: יַבְנֶה, Arabisch: يبنة ) is een stad in Israël, ongeveer 30 kilometer ten zuiden van Tel Aviv.  In 2013 had de stad 36.980 inwoners. De stad is met de trein te bereiken, het treinstation van Javne ligt op de lijn Binjamiena-Asjkelon. Javne ligt aan autosnelweg 4 en expresweg 42.

## Geschiedenis

### Oudheid
De geschiedenis van deze plaats gaat ver terug. Het historische Javne heeft zijn wortels in de Kanaänitische tijd, ongeveer 3000 jaar v.Chr. Bij opgravingen op een heuvel ongeveer 300 meter ten noorden van de stad uit de oudheid werden ongeveer 2000 cultusvoorwerpen uit de 9e en 8e eeuw v.Chr. gevonden, die waarschijnlijk afkomstig waren uit een tempel uit de nabije omgeving. Nog niet eerder waren er zoveel artefacten die bij cultussen gebruikt werden ontdekt die uit de ijzertijd dateren. Tot nu toe zijn er enkel ongeveer 125 huismodellen die bij de opgravingen gevonden zijn tentoongesteld.
Volgens de Tenach (2 Kronieken 26:6) was Javne een Filistijnse stad, die rond het midden van de 8e eeuw v.Chr. door Uzzia veroverd werd en onderdeel werd van het Koninkrijk Juda. In de Helleense tijd werd de stad Jamnia genoemd.
Nadat Joden in 39 n.Chr. in Javne een aan  Caligula gewijd maar in hun ogen blasfemisch altaar hadden neergehaald, reageerde de keizer met het bevel dat in de tempel van Jeruzalem een beeld van hem - of mogelijk een beeld van Zeus, met de trekken van Caligula -, zou worden geplaatst. Het veroorzaakte veel onrust in Antiochië, de administratieve zetel van Syria, aangezien de gouverneur Publius Petronius met de vervaardiging en opstelling van het beeld werd belast. Het lijkt erop dat Petronius zo veel mogelijk tijd probeerde te rekken, omdat hij zich bewust was van de gevoeligheden die de uitvoering van het bevel met zich mee zou brengen. Die opzet werkte, want na de zelfmoord van Caligula was het bevel van de baan.
Nadat Jeruzalem en de Tempel van Herodes in het jaar 70 n.Chr. vernietigd waren, vergaderde het Sanhedrin (de Joodse "Hoge Raad") in het jaar 72 n.Chr. in Javne. Dit was het Sanhedrin van Jamnia. Gelijktijdig ontstond er een school van Joodse geleerden onder de leiding van Jochanan ben Zakkai. Na de opstand van Bar Kochba in het jaar 135 n.Chr. werd de school opgeheven, het Sanhedrin verhuisde vervolgens van Javne naar Usha, dicht bij de Burcht van Haifa, en later naar Tiberias.
Javne Jam, ongeveer zes kilometer noordwestelijk aan de Middellandse Zee bij de kibboets Palmachim gelegen, was de haven van de nederzetting uit de oudheid. Vandaag de dag is het een archeologische site waar opgravingen worden gedaan door de Universiteit van Tel Aviv.

### Middeleeuwen
In de 7e eeuw n.Chr. werd Palestina, en dus ook deze plaats, veroverd door de Arabieren, waarop diverse islamitische dynastieën volgden, zoals die van de Omajjaden, de Abassiden en de Fatimiden. De kruisvaarders, die eeuwen later kwamen, noemden de plaats Ibelin. In 1123 n.Chr. vond hier de Slag bij Yibna plaats, wat een belangrijke overwinning van de kruisvaarders was. Zij bouwden een kruisvaardersburcht in deze plaats en in 1134 n.Chr. werd de plaats het centrum van een vazal van het Koninkrijk Jeruzalem. Van de adellijke familie die hier gevestigd was waren talrijke invloedrijke baronnen van het koninkrijk afkomstig. Saladin veroverde de burcht in 1187. De jaren erna verloor de plaats aan betekenis. Uit de kruisvaarderstijd is nog een kerk overgebleven.

### Moderne tijd

#### Arabisch-Israëlische Oorlog van 1948
David Ben-Goerion schrijft in zijn dagboek op 5 juni 1948: "Vandaag namen we Yibna in zonder noemenswaardige tegenstand." De Palestijnse inwoners werden gesommeerd te vertrekken. Ook de familie van Abdel Aziz al-Rantissi.
De moderne stad Javne is in 1949 , in het jaar na de oprichting van de staat Israël, door immigranten op de ruïnes van de verlaten Arabische plaats Jibna gebouwd. Aanvankelijk had Javne de status van ontwikkelingsstad. Van 1974 tot 1987 was de voormalige minister van Binnenlandse Zaken, Meir Shitrit, burgemeester van Javne. Onder meer het Israëlische instituut voor kernonderzoek is hier gevestigd, alsmede Orbotech, een internationaal elektronicabedrijf.

## Partnersteden
- Speyer (Duitsland), sinds 1998
- Le Raincy (Frankrijk)